# Une nuit à l'Assemblée nationale
Pour plus de détails, voir Fiche technique et Distribution.
Une nuit à l'Assemblée nationale est un film français réalisé par Jean-Pierre Mocky, sorti en 1988. 
Le titre du film est un clin d'œil au film Une nuit à l'opéra des Marx Brothers.

## Synopsis
Walter Arbeit, un écologiste pratiquant le naturisme, accompagne son député-maire Dugland à Paris où il doit être décoré de la Légion d'honneur. Peu après leur arrivée, Walter découvre que Dugland a fraudé pour obtenir cette distinction. Vexé, il arpente les couloirs de l'Assemblée nationale et sème la panique dans les services.

## Fiche technique
- Réalisation : Jean-Pierre Mocky
- Scénario : Jean-Pierre Mocky
- Dialogues : Jean-Pierre Mocky et Patrick Rambaud
- Assistants réalisation : Marc-Henri Dufresne Reynald Calcagni et Richard Debuisne
- Photo : Marcel Combes
- Son : Bernard Rochut
- Décors : Jean-Michel Hugon et René Loubet
- Musique : Gabriel Yared (Éditions Sidonie)
- Montage : Jean-Pierre Mocky
- Costumes : Marie Rodriguez
- Coproduction : Cinemax, Koala-Fillms, SGGC
- Producteur délégué : André Djaoui
- Distribution : BAC Films
- Lieux de tournage : Paris, Région Parisienne
- Genre : comédie
- Date de sortie : 8 juin 1988
- Durée : 88 minutes

## Distribution
- Michel Blanc : Walter Arbeit
- Jean Poiret : Octave Leroy
- Jacqueline Maillan : Henriette Brulard
- Darry Cowl : Kayser
- Roland Blanche :  Agnello, le ministre
- Sophie Moyse : Olympe
- Bernadette Lafont : Madame Dugland
- Josiane Balasko : La journaliste
- Jean Benguigui : Marcel
- Luc Delhumeau : Aimé Dugland
- François Toumarkine : Tutti-Frutti
- Baaron : La marabout
- Julien Verdier : Le grand conseiller
- Anne Zamberlan : Mme Tutti-Frutti
- Dominique Zardi : Fricasset
- Jean-Pierre Clami : Delapine
- Isabelle Mergault : Fernande
- Martine Visciano :  Marie-Hermine Leroy
- Michel Francini : Le colonel Dugommier
- Lisa Livane : La comtesse royaliste
- Dominique Goursolle : Madame Arbeit
- Antoine Mayor : Le naturiste qui garde le camp
- Vadim Cotlenko : Le président
- Jean Abeillé : Plumet
- Georges Lucas : Un agent à l'Assemblée
- Jean Cherlian : Un journaliste
- Gaby Agoston : Pilote d'avion
- Christian Chauvaud : Un député
- Aline Alba
- Didier Delanoue : Chef de musique de L'Étoile Montgeronaise